# Maçonaria Académica
A Maçonaria Académica era uma organização secreta, sem ligações organicas à Maçonaria Portuguesa ou a Obediências teve uma existência fugaz mas foi desta que saiu a Carbonária Portuguesa sendo extinta depois da fundação desta.

## Antecedentes e Génese
Em 1896, com a reorganização e o crescimento do Partido Republicano Português, é fundado o Grupo Republicano de Estudos Sociais que reunia um conjunto de aderentes onde predominavam diplomados e figuras de respeitabilidade inquestionável, este grupo surgiu com dois objectivos, revitalizar e dinamizar o movimento e a ideia republicana (sendo constituído por filiados e não filiados do Partido referido) e mostrar à opinião pública nacional e internacional que os republicanos portugueses não eram um grupo de agitadores e desordeiros mas sim uma alternativa credível à Monarquia. Depois de ser fundado este grupo recolheu apoios significativos entre os estudantes das Academias de Lisboa, Porto e Coimbra, embora de entre os promotores e fundadores do Grupo não houvesse nenhum estudante.
Os jovens académicos de Lisboa que aderiram ao projecto começaram-se a movimentar e nos dias dois e quatorze Fevereiro de 1897 promoveram diversas reuniões com o objectivo de fundar uma associação denominada Grupo Académico Democrático, a mesma de vida efémera serviu no entanto para e através da mesma os estudantes lançarem diversas actividades.
O objectivo imediato foi a redação imediata de um manifesto com propostas a curto prazo, que fosse simultaneamente uma declaração de princípios e um programa de ação, este documento denominado Manifesto Republicano Académico e publicado a 5 de Março de 1897, que teve como redactores Ponte e Sousa e João Gonçalves, foi assinado por quarenta e dois subscritores de entre estes destacam-se futuras figuras do futuro regime republicano, para além de João Gonçalves, os futuros deputados às Constituintes de 1911 Henrique Caldeira Queirós, Carlos Amaro e Luz de Almeida, futuros ministros como Rodrigo Rodriques e Rodolfo Xavier Silva e outras figuras relevantes como José da Ponte e Sousa, Artur Brou (médico) e José Teodóro Soares (diplomata). Este manifesto tinha uma forte toada antibritânica ou não estivéssemos no rescaldo do Ultimato inglês e recorria à História de Portugal mais recente para mostrar que a decadência nacional radicava, em última instância, nos monarcas que governavam o país, extratos do mesmo demonstram que as palavras usadas eram violentas e próprias de uma juventude ávida de mudança e já com pendor revolucionário:
É por isso que em ódio embebemos a pena para estigmatizar os sistemas dinásticos, é por isso que levantamos o grito de guerra contra este regime que prostitui a lei e pôs o país em almoeda, é por isso que chamamos os académicos, que ainda respeitam as suas nobres tradições, e se não sentem perdidos nesta lama de consciências - a luta contra o trono
No fim do mesmo referiam que o único meio encontrado para travar essa luta era a fundação de: um grémio, cujo principal objectivo será trabalhar pela República. Segundo Rodrigo Rodrigues este Manifesto foi uma decorrência do estimulo que a criação Grupo Republicano de Estudos Sociais acarretou de entre o movimento estudantil académico.
Em 6 de Março desse ano, o grupo dinamizador da iniciativa do Manifesto reuniu-se na sede do jornal O País na qual foi eleita uma comissão instaladora do Grémio Democrático Académico (também denominado Centro Democrático Académico), os meio de actuação seriam vários mas aqueles estabelecidos como prioritários eram:
- estender a sua influência aos centros republicanos de Lisboa, levando-os para o caminho revolucionário;
- organizar comités ou pequenos centros de propaganda pela província.

Para além destes objectivos prioritários alguns dos membros afectos ao Grémio decidiram fundar um jornal semanário intitulado A Rua(jornal republicano académico) que tinha cinco redactores e um editor, Ilídio Analide da Costa, o tom provocatório deste jornal não podia deixar as autoridades indiferentes e por esse motivo teve vida muito curta, o n.3 sofreu uma queixa na polícia e o seu editor foi intimado a apresentar as provas do mesmo e o n.º 4 (e último número) foi apreendido, os redactores e editor processados e submetidos a vigilância policial. O objecto dessa atitude era um artigo intitulado de O Rei (que podemos presumir que não foi nada simpático para o mesmo) mas tanto o editor como os cinco redactores recusaram-se a revelar o autor do artigo e por isso foram colectivamente responsabilizados, em 1 de Julho de 1897 foram julgados os cinco no Tribunal da Boa Hora, tendo assumido a sua defesa os advogados republicanos Manuel de Arriaga e João de Meneses, por se terem recusado a identificar o articulista do artigo os cinco levaram uma pena de vinte dias de prisão (acrescida de mais cinco dias por se terem recusado a pagar as custas e selos do processo) e o editor quarenta dias [com os mesmos cinco dias de acréscimo). A imprensa referiu que os jovens foram conduzidos para o Limoeiro em caleches cobertas por entre alas de colegas e populares que os aplaudiam.
As consequências mais importantes desta movimentação académica, ou que nesta influiram como dinamizadores fundamentais foi a fundação entre finais de 1896 ou inícios do ano seguinte pelo mesmo núcleo organizador do Grémio Republicano Académico de uma associação secreta designada como Maçonaria Académica.

## História
A Maçonaria Académica como qualquer organização secreta tem poucas fontes, a única que encontramos tem a ver com um artigo do seu principal dinamizador e dirigente Luz de Almeida em que refere com bastante detalhe certos pormenores como a sua fundação, organização e a metamorfose desta em Carbonária Portuguesa mas que é completamente omisso em datas.
Assim por volta dos finais de 1896, inícios de 1897, a uma reunião de estudantes bastante participada em casa de Adolfo Bordalo (aluno da Escola de Agronomia e Veterinária) entre os quais se encontravam, João Gonçalves, José Cordeiro, Henrique Caldeira Queirós, João Gonçalves, Carlos Amaro, Emílio Costa, José Barroso, José Soares e Carlos Marques.
A estrutura desta organização era a seguinte, esta compunha-se por quatro Lojas, que tinham um Conselho Director, que era constituído pelos quatro Veneráveis das Lojas (Henrique Caldeira Queirós, José Cordeiro, Carlos da Silva Pestana e Ivo Salgueiro) e pelo seu Presidente, Luz de Almeida, as Lojas denominavam-se Independência, Justiça, Pátria e Futuro.
Era uma estrutura para-maçónica "que não se tratava já de um simples grupo revolucionário, de carácter secreto, mas de uma organização secreta , com direcção estatutos, quotização, etc..." e tinha como nome semi-legal na sociedade cívil de Junta Revolucionária Académica.
Esta organização passou a centralizar toda a actividade contestatária da Academia de Lisboa que era promovida por estes estudantes através de meios e grupos legais ou ilegais, de entre estas tivemos o exemplo do Jornal semanário A Rua, para além de que a agitação estudantil académica através de panfletos e comícios bem como a convocação e mobilização para comícios republicanos dos estudantes eram trabalhos comuns, é aliás através da representação por João Gonçalves, num grande comício republicano, por parte de um Grupo Revolucionário Académico que temos a única demonstração pública e com registos históricos da tal organização.
Entre finais de 1898 e seguramente antes de 1900 esta organização é extinta transformando-se na Carbonária Portuguesa.